# Qureish

Qureishs namn på arabiska och som är ett namn på en sura i Koranen.

Qureish, Quraysh eller Quraish (arabiska: قريش, Qurayš)  ) var en kraftfull köpmannastam som kontrollerade staden Mekka på Arabiska halvön och hade privilegiet att hålla uppsikt över den stora, uråldriga och fridlysta granithelgedomen Kaba – där arabernas höggud al-Lāh ansågs residera – vid tiden för framträdandet av religionen islam på 600-talet. Religionens grundare, profeten Muhammed föddes omkring år 570 inom klanen Hashim (Banu Hāshim), som tillhörde Quraysh-stammen.,

## Tidig historia
Enligt arabiska historieböcker, var Quraysh en gren av Banu Kinanah-stammen, som härstammade från Khuzaimah, en hövding som ska ha varit sonson till den bibliske profeten Elia (Ilyas på arabiska). Under flera generationer spreds de ut bland andra stamfolk och folkgrupper. Omkring fem generationer före Muhammed ändrades situationen genom Qusai ibn Kilab. Genom krig och diplomati samlade han ihop en allians som gav honom nycklarna till Kaba, som då var en viktig hednisk helgedom för bland andra icke-kristna och icke-judar på den Arabiska halvön som förde välstånd till Mekka genom de många pilgrimer den lockade. Qusai ibn Kilab fick merparten av sina stamfränder att bosätta sig i och kring Mekka, där han åtnjöt sådant förhärligande från sin anhöriga att de i praktiken deklarerade honom som sin kung, en position som inte skulle komma att föräras någon ättling till honom. Stammen spårade sin härkomst bakåt från deras eponymiske förfader Ghalib ibn Fahr (Quraysh), som i sin tur var ättling till Adnan, som de nordliga araberna räknar sin härkomst från, och vidare till Ismael, son till patriarken Abraham, känd från Gamla Testamentet.  Olika ansvarsområden rörande religion, handel och maktbefogenheter fördelades mellan olika klaner. Det fanns hel en del rivalitet bland klanerna inom Quraysh, och dessa blev speciellt uttalade under Muhammeds livstid.

## Oppositionen mot Muhammed
Många av de klanledare som motsatte sig Muhammeds påstående om profetskap och om monoteism, Gud och islam, tillhörde hans egen stam, Quarysh. Det var påståendet att Gud på något som kallades "Den yttersta dagen" skulle se negativt på det sätt som de samlat sina rikedomar på, som fick de rika inom klanen att reagera mot Muhammed. Koranen varnade Quraysh för att deras rikedom och makt, som många satte sin lit till, inte skulle vara till någon nytta för dem på Den yttersta dagen. I stället skulle var och en ställas till svars för sin materialism och sitt val att blunda för de föräldralösa eller de fattigas behov. Varför hade de helt själviskt hopat egna rikedomar och inte delat sitt välstånd med stammens svagare medlemmar, ja även med behövande utanför stammen? År 616 förklarade Muhammed uppenbarligen dessutom med kraft vad monoteism innebar – al-Uzza, Manat och andra arabiska gudar existerade inte – och den gamle högguden al-Lah skulle inte dyrkas på det traditionella sättet. Islam innebar fullständig underkastelse under Gud, som var oändligt upphöjd, oförståelig och källan till allt liv. När de inte kom åt honom, försökte de sätta press på hans farbror, Abu Talib. Många försökte dessutom påverka Muhammeds lilla, men växande, skara anhängare bl.a. genom att utsätta dem för bojkotter och förbud av olika slag. Ett antal av de tidiga muslimerna tog sin tillflykt till den kristna kungen av Abessinien (nuvarande Etiopien),  medan Muhammed själv senare skulle emigrera till Medina. Quraysh-medlemmar kämpade många strider mot Muhammed. En stor sammandrabbning var slaget vid Badr, där motståndarna, som till största delen bestod av quraysher, besegrades. Händelsen ses som en vändpunkt för islam. Efter Muhammeds erövring av Mekka år 630, benådade han många av dem som hade motsatt sig honom förut, och fred mellan de olika klanerna kunde därefter vidmakthållas. Efter Muhammeds död återantändes klanrivaliteten, och denna spelade en central roll i konflikterna om kalifatet och bidrog till sprickan mellan sunni och shia.

## Qurayshernas betydelse efter Muhammed
Det finns en serie traditioner enligt vilka Muhammed ska ha sagt att "det skall finnas tolv ledare (för islam) efter mig", alternativt att "denna tro skall inte ta slut förrän det har funnits tolv efterträdare". Berättaren av denna tradition sade sedan något som var svårt att uppfatta, men vissa traditioner anger att Muhammed yttrade: "De skall alla vara från qurayshernas släkt".  shiamuslimerna (shiiter) anser att dessa tolv efterträdare är identiska med de tolv imamerna, av vilka den tolfte – imam Muhammad bin Hasan, al-Mahdi – vid fyra års ålder försvann, eller gick in i det fördolda (ghaybah), och därmed aldrig dog, och som av shiamuslimer förväntas återkomma som den messianske Mahdi.
Sunnimuslimer (sunniter) har sammanställt listor med tolv helt andra personer. Enligt andra nedskrivna uttalanden av Muhammed (så kallade hadither), ska denne ha sagt "Människornas angelägenheter kommer att skötas väl så länge som tolv män leder dem", "Denna tro skall vara prisad så länge det finns tolv efterträdare" och "Denna tro (det vill säga islam) skall finnas så länge som det finns tolv efterträdare från Qurayshernas släkt".
Muslimer har föreställt sig att tolv efterträdare (alla män) ska komma efter Muhammed, vara av hans egen släkt, och att deras sammanlagda livslängd ska sträckas ut till världens slut och domedagen. Ett annat sätt att se det är att var och en av dessa tolv är instiftare av ett nytt stadium i islams utveckling. Eftersom mänskligheten utvecklas, såväl på det materiella som på det andliga planet, och Koranen inte reglerar allt som existerar eller kan tänkas uppkomma, kan islam som universell religion successivt behöva anpassas. Dessa tolv quraysher blir då ledare av olika religionsordningar inom ramen för en islam med evolutionär prägel. Dessa religionsordningar kan sträcka sig över många hundra år. Sayyid 'Ali Muhammad (1819-1850) från staden Shiraz i Iran försökte få gehör för ett sådant budskap under sin pilgrimsfärd till Mekka 1844-45.